# Anthene rhodesiana
Anthene rhodesiana är en fjärilsart som beskrevs av Henry Stempffer 1962. Anthene rhodesiana ingår i släktet Anthene och familjen juvelvingar. Inga underarter finns listade i Catalogue of Life.